# Herbie Mann
Herbert Jay Solomon, conhecido artisticamente como Herbie Mann (Nova Iorque, 16 de abril de 1930 — Pecos (Novo México), 1 de julho de 2003) foi um flautista de jazz fusion estadunidense.
No início da carreira tocou saxofone tenor e clarineta. Sua canção mais popular foi Hijack, que esteve durante três semanas, em 1975, como o hit dançante número um da Billboard.
Foi o mais popular flautista de jazz da década de 1960. Pesquisou a bossa nova, e até mesmo gravou no Brasil, em 1962. Incorporou música de diversas culturas em seu repertório.
Mann morreu em 2003, após extensa batalha contra um câncer de próstata.